# British Queen
Le British Queen est l'un des premiers paquebots transatlantiques à vapeur de l'histoire. Mis en service en 1839, il est en son temps le plus gros navire jamais construit. Le paquebot navigue pour la British and American Steam Navigation Company durant deux ans, jusqu'à ce que la compagnie fasse faillite à la suite du naufrage de son navire amiral, le President.
Le British Queen est alors vendu au gouvernement belge, mais son service se révèle peu rentable, et il est retiré en 1842. Il est démoli deux ans plus tard.